# Dekanat Kołobrzeg

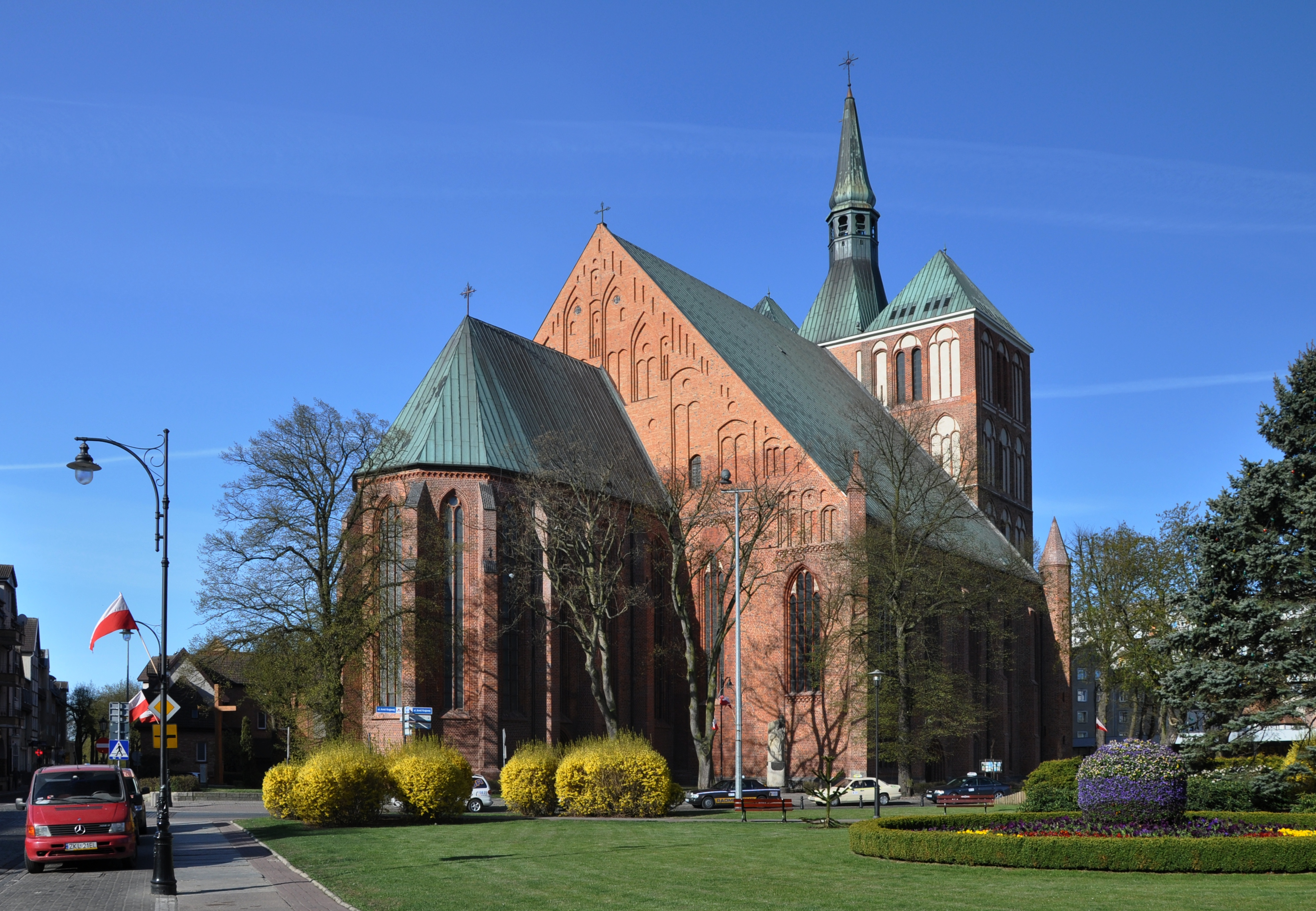
Bazylika katedralna w Kołobrzegu

Dekanat Kołobrzeg – jeden z 24 dekanatów diecezji koszalińsko-kołobrzeska w metropolii szczecińsko-kamieńskiej. 
W skład dekanatu wchodzą następujące parafie:
- Dźwirzyno, parafia pw. MB Uzdrowienia Chorych
- Kołobrzeg, parafia pw. Wniebowzięcia NMP (konkatedralna)
  - Kościół filialny: Budzistowo
- Parafia Świętego Krzyża w Kołobrzegu,
- Parafia św. Wojciecha w Kołobrzegu,
- Parafia Miłosierdzia Bożego w Kołobrzegu
- Parafia św. Marcina w Kołobrzegu
- Parafia Chrystusa Króla w Korzystnie
  - Kaplica filialna: Grzybowo
- Parafia św. Michała Archanioła w Kołobrzegu (Podczele)
- Sarbia, parafia pw. św. Jana Chrzciciela
  - Kościół filialny: Karcino
- Ustronie Morskie, parafia pw. Podwyższenia Krzyża Świętego
  - Kościół filialny: Rusowo

Ponadto na terenie dekanatu znajdują się dwa publiczne kościoły rektoralne:
- Kołobrzeg, kaplica pw. Aniołów Stróżów
- Kołobrzeg, kościół pw. Niepokalanego Poczęcia NMP

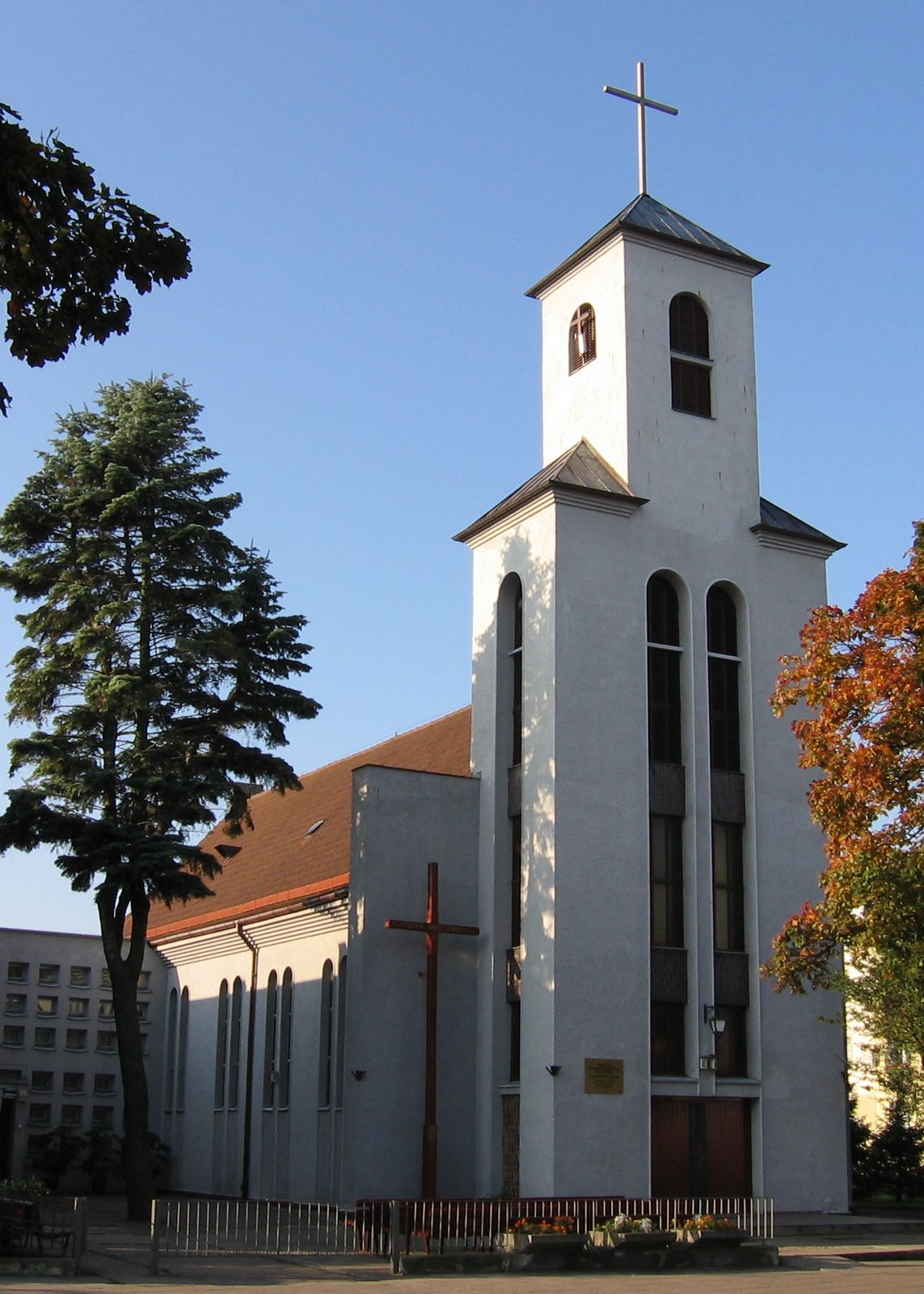
Kościół Podwyższenia Krzyża Świętego w Kołobrzegu
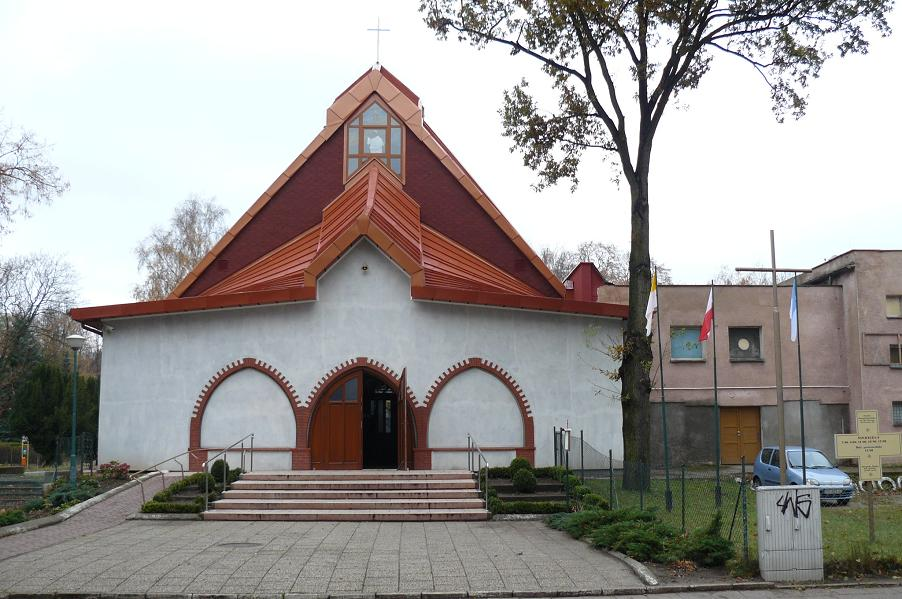
Kościół św. Marcina w Kołobrzegu
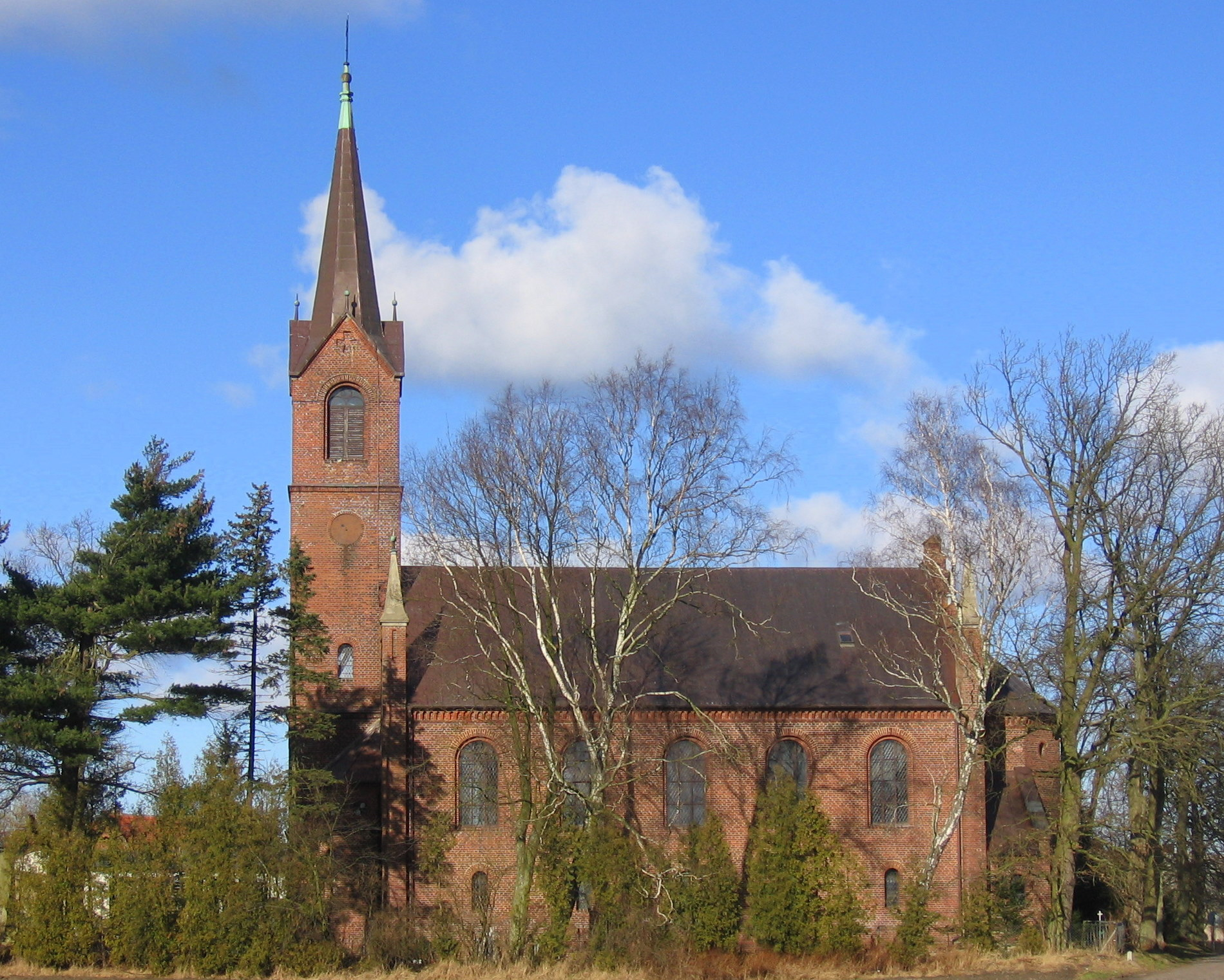
Kościół pw. Chrystusa Króla w Korzystnie
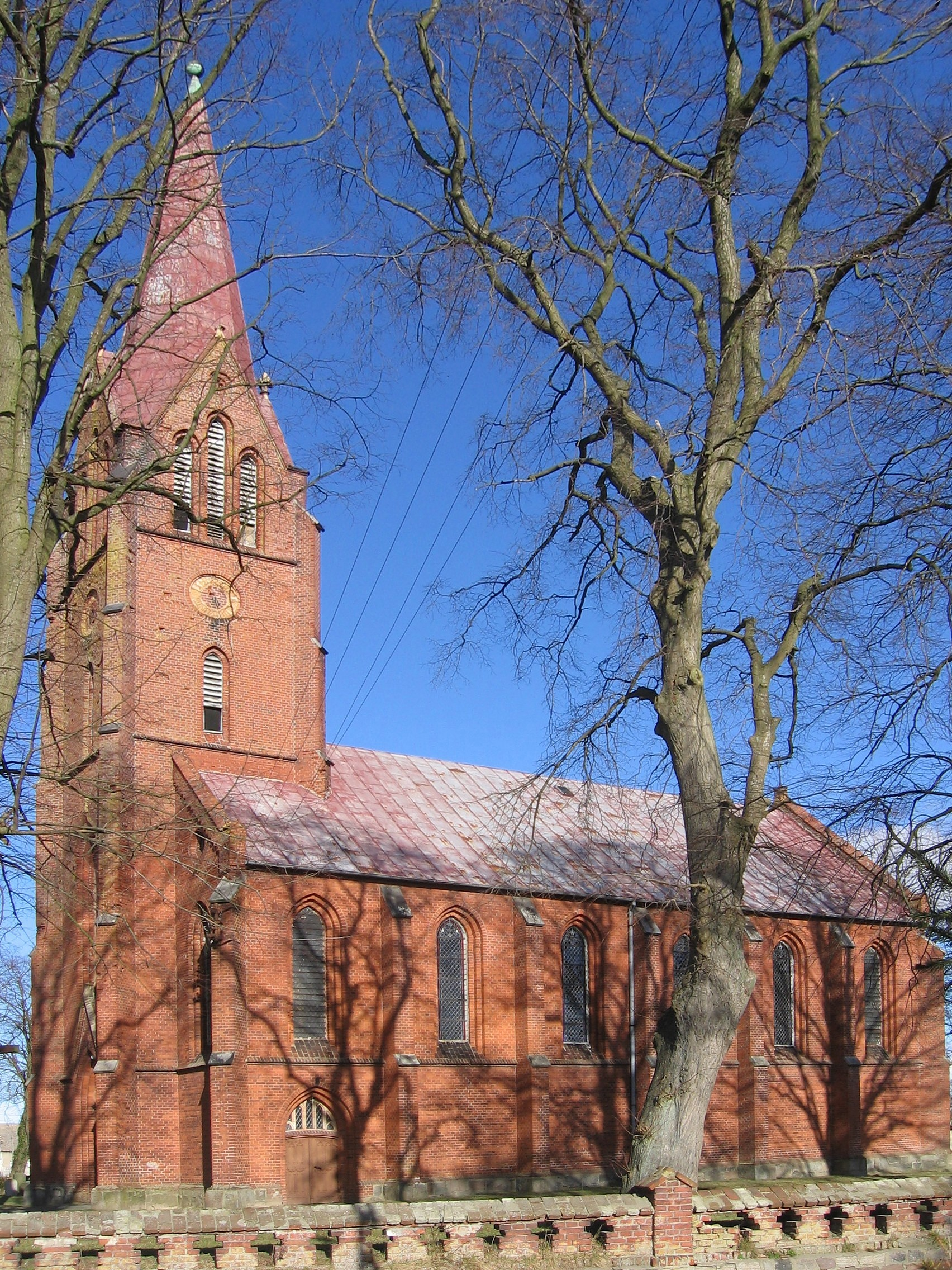
Kościół filialny pw. Krzyża Świętego w Karcinie
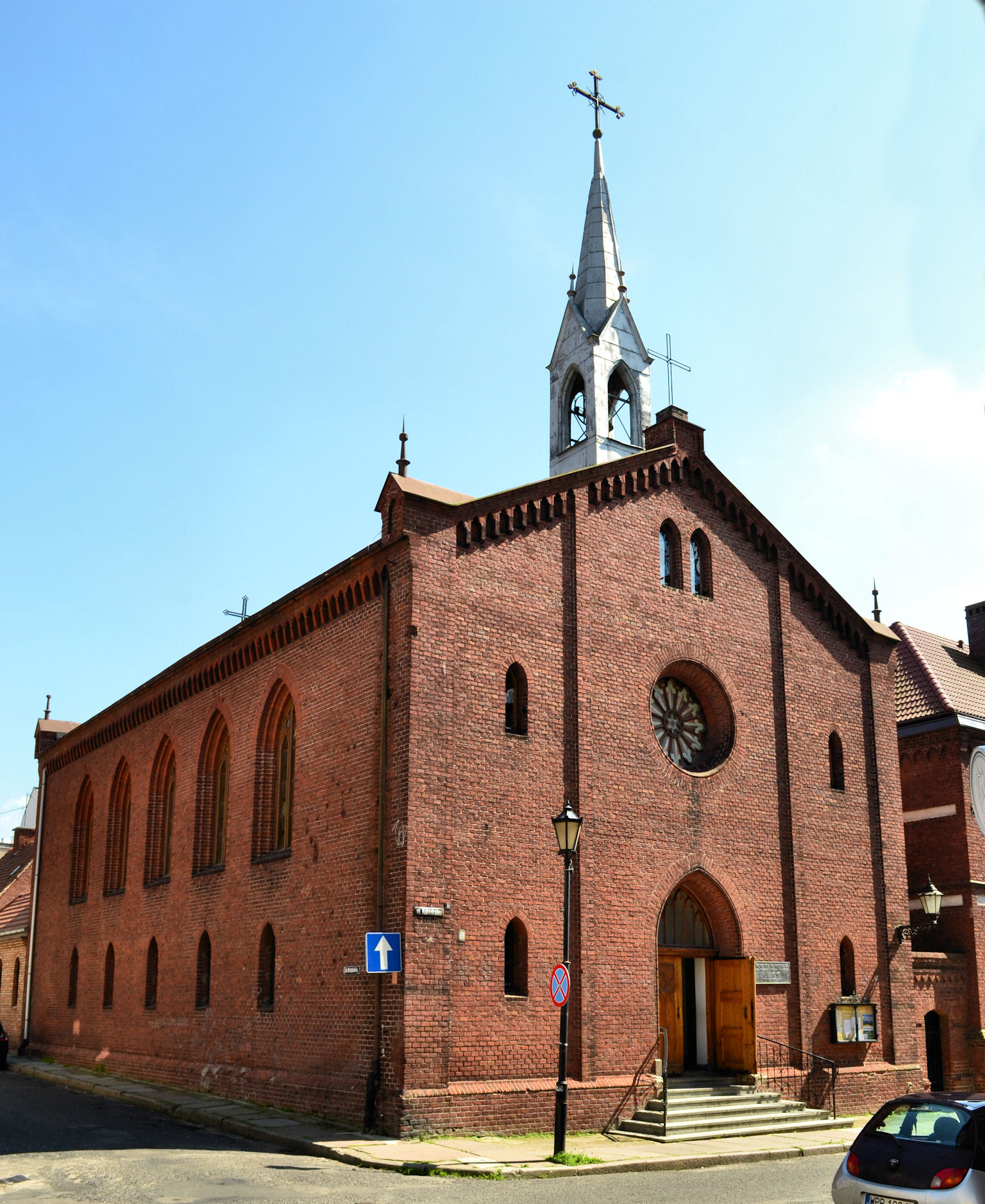
Kościół rektoralny Niepokalanego Poczęcia NMP w Kołobrzegu
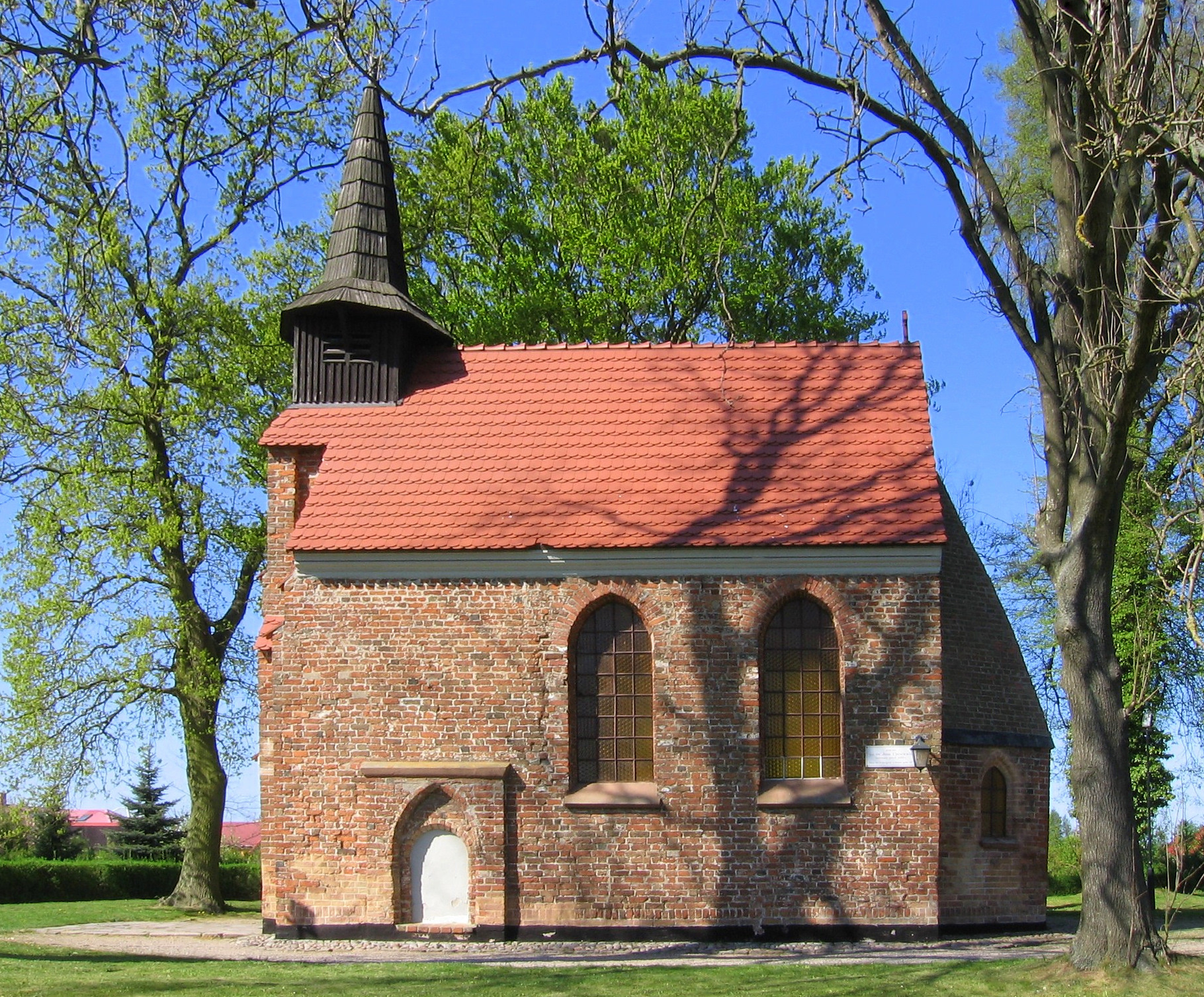
Kościół filialny w Budzistowie
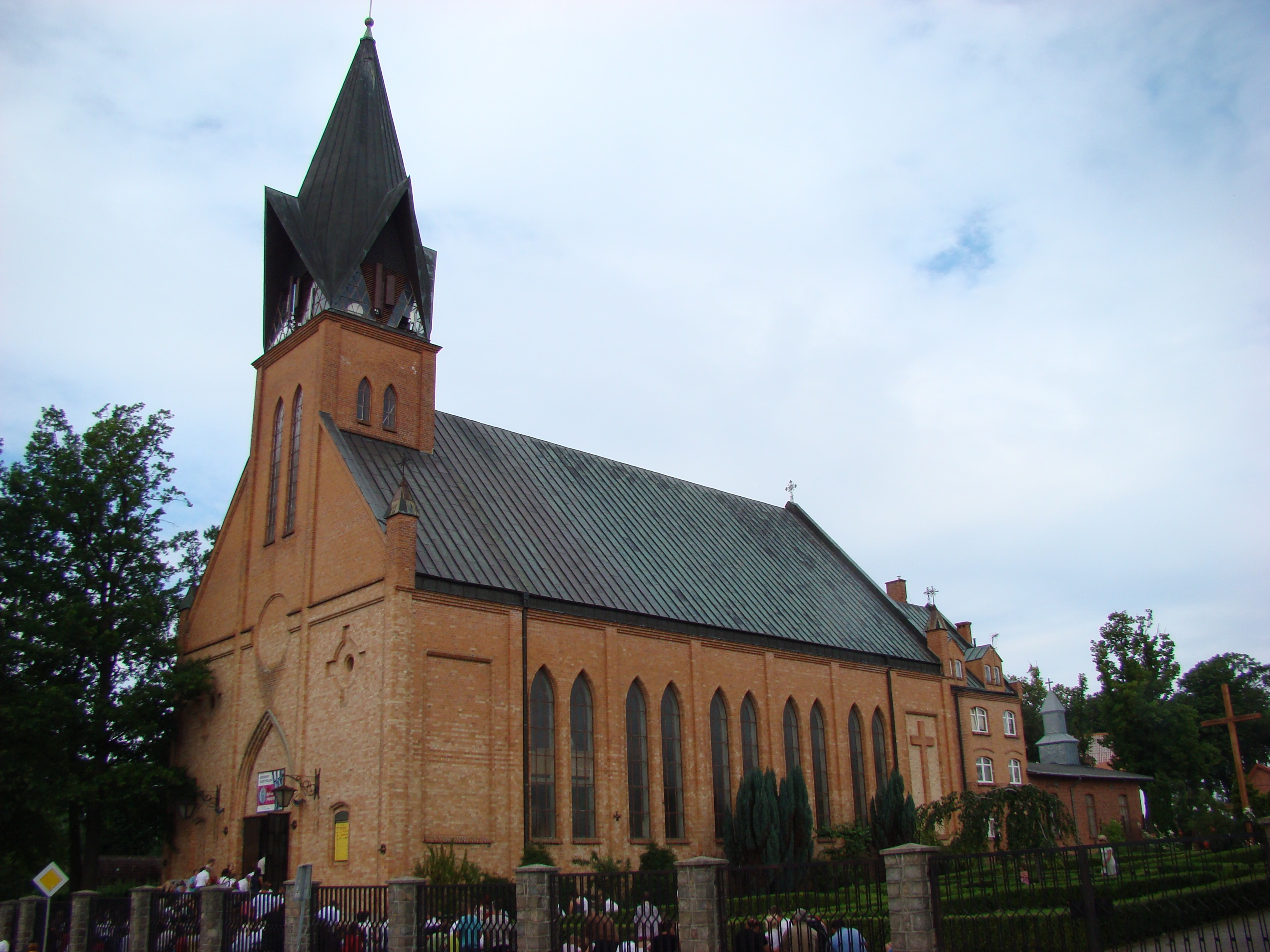
Kościół w Ustroniu Morskim
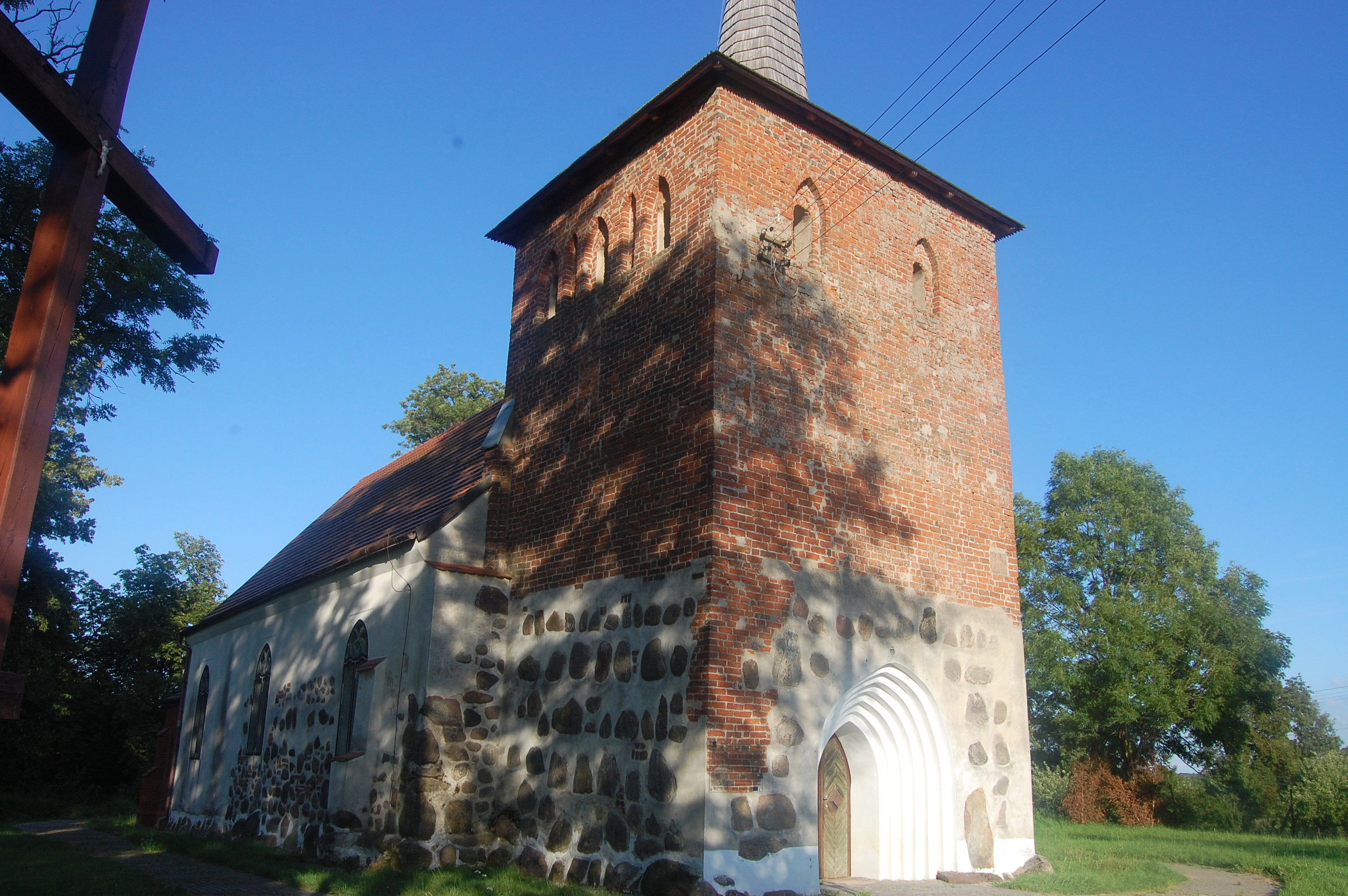
Kościół Matki Bożej Różańcowej w Rusowie